# Tarmsvikt
Tarmsvikt är en svårartad form av malabsorption, när tarmarnas förmåga att ta upp vätska och näringsämnen är så bristfällig att det inte är möjligt att upprätthålla hälsan. Tarmsvikt uppkommer som en konsekvens av andra sjukdomar, däribland tumörer och inflammationer, eller efter tarmoperation eller strålbehandling. Tillståndet leder obehandlat till näringsbrist och vätskebrist samt undervikt.
Sjukdomar som förknippas med tarmsvikt är Crohns syndrom, celiaki, fistlar, tjocktarmscancer, tunntarmscancer, sjukdomar som påverkar tarmrörelserna samt andra sjukdomar i tarmväggarna som stör upptaget, i synnerhet olika inflammationer i tarmen. Vissa personer föds med tillståndet. Så kallad korttarmssyndrom, när en del av tunntarmen bortopererats, är en orsak. Medfödd tarmsvikt kan uppkomma av exempelvis missbildningar och infektioner. Långvarig diarré är likaså en möjlig orsak.
Beroende på hur svår tarmsvikten är kan den antingen behandlas med extra näringsdryck och kosttillskott. I svårare fall måste näring och vätska tillföras med sond eller dropp.
Konsekvenser av tarmsvikt är primärt närings- och vätskebrist. Vätskebristen kan ge så små urinmängder att njurfunktionen sätts ur spel och yttra sig i hypovolemi. Syra-bas-balansen kan rubbas, och mängden urinsyra öka; det senare kan leda till gikt. Njursten och gallsten är vanligt.